# Šime Marović
Šime Marović (Mravince 25. svibnja 1952.) hrvatski svećenik i skladatelj crkvene glazbe.

## Životopis
Osnovnu školu završio je u Solinu 1966. godine, a sjemenišnu Klasičnu gimnaziju u Splitu, 1970. godine. Filozofsko-bogoslovni fakultet završio je 1977. godine., gdje je diplomirao 1981. Godine 1977. zaređen je za svećenika.
Od 1981. do 1989. studirao je crkvenu glazbu u Rimu, na Papinskomu Institutu za crkvenu glazbu, gdje je 1985. postigao licencijat iz crkvene glazbe (talijanski „Musica sacra“) naslov crkvenoga orguljaša (talijanski „Organista da Chiesa“) dobiva 1987. Magisterij Gregorijanskoga pjevanja (talijanski „Canto gregoriano“) postigao je 1988.  radom Il Sacramentario del tesoro della cattedrale di Split 624 odnosno Sakramentar iz riznice splitske prvostolnice 624. Crkvenu skladbu (kompoziciju) (Composizione sacra) diplomirao je 1989. god., u klasi profesora. mo. Domenica Bartoluccija.

## Služba
Godine 1989. imenovan je kapelnikom stolne crkve Sv. Dujma u Splitu. Od 1989. do 1996. god. profesor je glazbene umjetnosti u Nadbiskupskoj klasičnoj gimnaziji Don Frane Bulića. Od 1991. predavač je na Katehetskomu institutu u Splitu, a od 1995. je honorarni predavač na Umjetničkoj akademiji u Splitu.
U umjetničko nastavno zvanje docenta promaknut je 2000. godine, a za izvanrednoga profesora 2005. godine. Pročelnik je katedre za liturgiku na KBF-u u Splitu od 2005. godine. Od rujna 2002. redoviti je član Hrvatskog društva skladatelja.
Skladao je trideset djela liturgijske glazbe. Napisao više knjiga o crkvenoj glazbi.

## Vanjske poveznice
- Šime Marović Hrvatsko društvo skladatelja